# New Routemaster

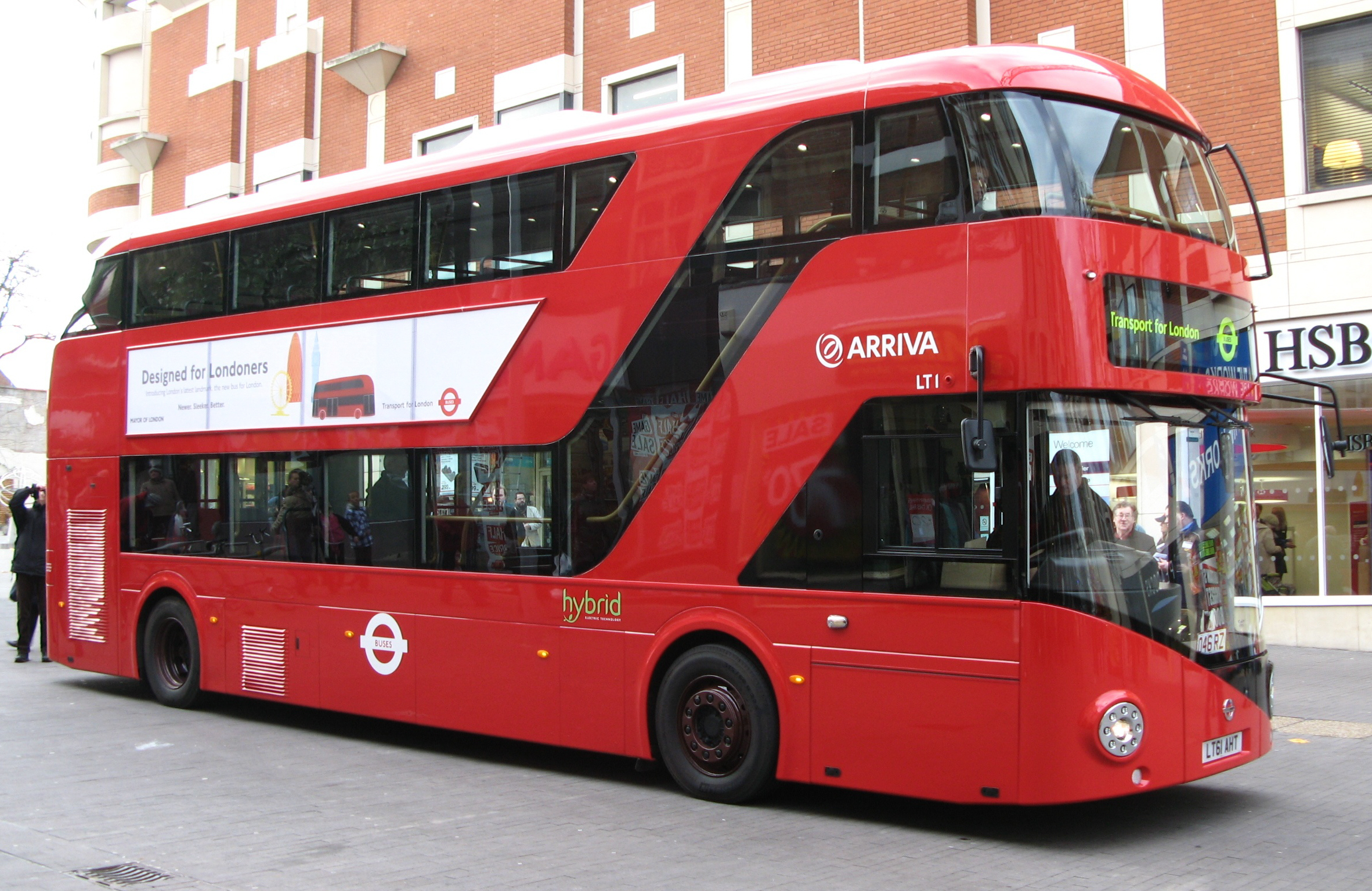
Uno de los ocho primeros nuevos autobuses puestos en circulación en 2012.

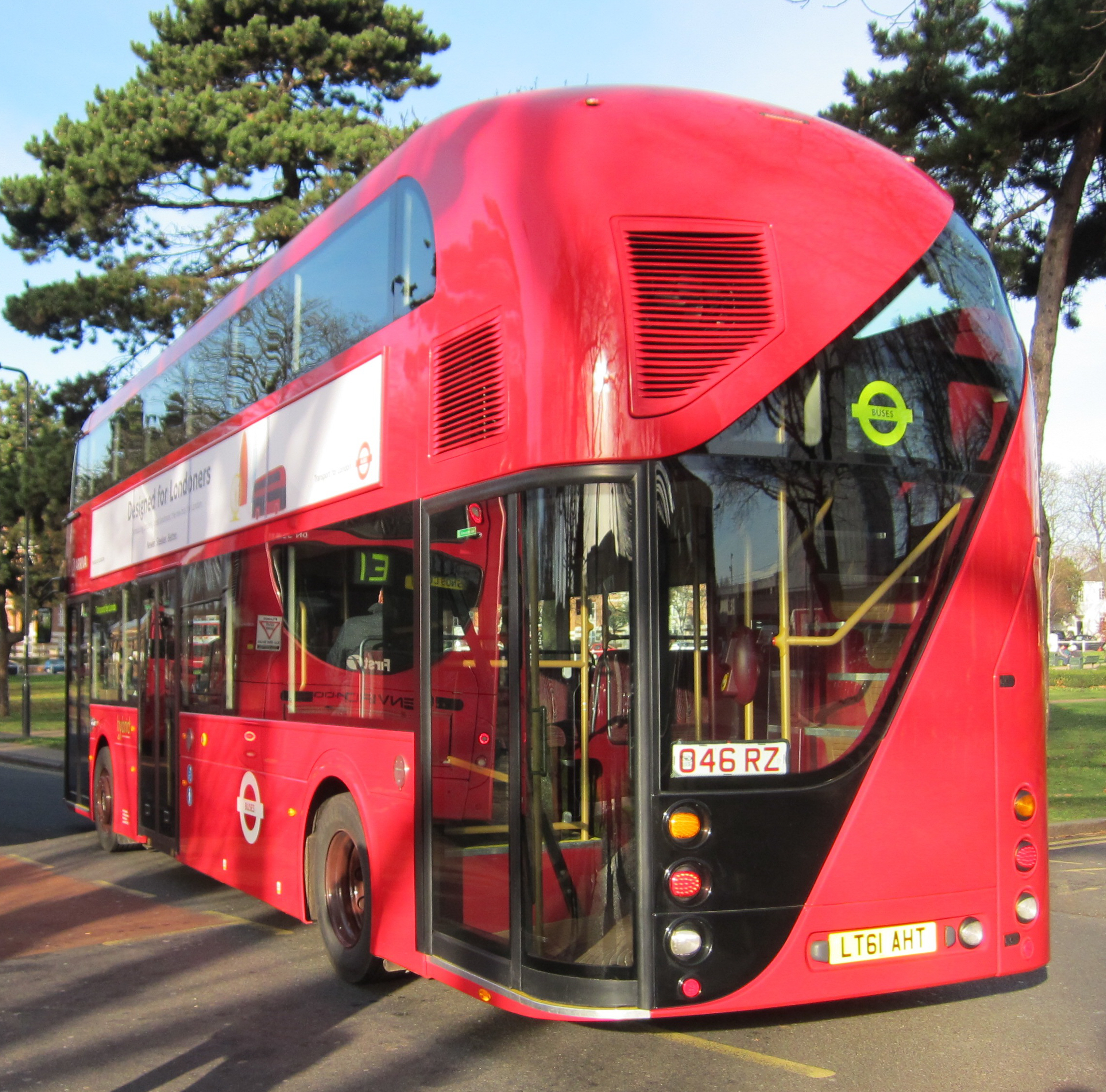
Un New Routemaster visto desde atrás.

El New Routemaster es un autobús híbrido eléctrico-diésel de dos pisos diseñado por Transport for London (TfL) en colaboración con Heatherwick Studio y construido por Wrightbus en Irlanda del Norte.
Tiene tres entradas/salidas, con un espacio reservado para sillas de ruedas en el centro, y dos escaleras. Cada autobús costará entre 1,4 y 1,6 millones de euros.
En 2008, el alcalde de Londres anunció la introducción del New Routemaster para sustituir al Routemaster, retirado del servicio general en 2005. Las primeras unidades comenzaron a circular por la ciudad en 2012, concretamente ocho autobuses para la ruta 38, desde la estación de trenes de Victoria/Victoria Coach Station a Hackney, en el este de Londres.
Está previsto que circulen unos 800 unidades en 2016.
Por otra parte, el proyecto de los New Routemasters ha recibido numerosas críticas por su elevado coste y por ser un «proyecto vanidoso» del entonces alcalde, Boris Johnson.
Entre los varios problemas técnicos detectados, en marzo de 2016 se anunció que, entre octubre de 2015 y febrero de 2016, se había retirado casi 500 unidades de los 700 en circulación en aquel momento para reemplazar las unidades de dirección asistida por un fallo eléctrico.

## Características técnicas
| Características técnicas | Características técnicas                                                                       |
| ------------------------ | ---------------------------------------------------------------------------------------------- |
| Capacidad:               | 87 pasajeros: 22 sentados y 25 de pie en la planta inferior; 40 sentados en la planta superior |
| Longitud:                | 11.2 metros                                                                                    |
| Anchura:                 | 2.5 metros                                                                                     |
| Altura:                  | 4.4 metros                                                                                     |
| Peso (sin carga):        | 12 toneladas                                                                                   |
| Motorización:            | 4.5 litros diésel                                                                              |
| Velocidad máxima:        | 50 mph ( km/h”)                                                                                |
| Radio de giro:           | 21 metros                                                                                      |